# Dünen-Trichternarzisse

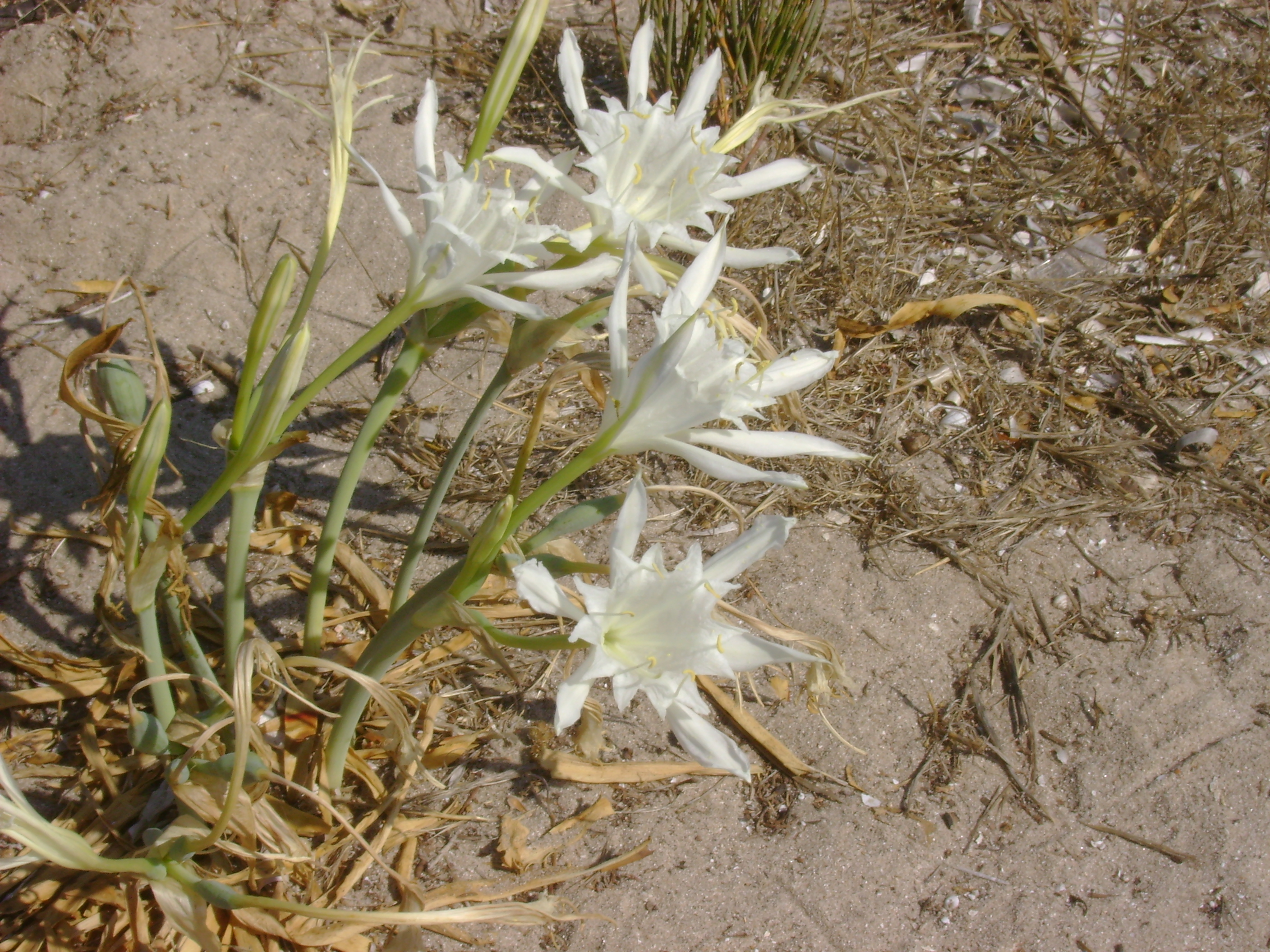
Gesamte Pflanze im Habitat zur Blütezeit

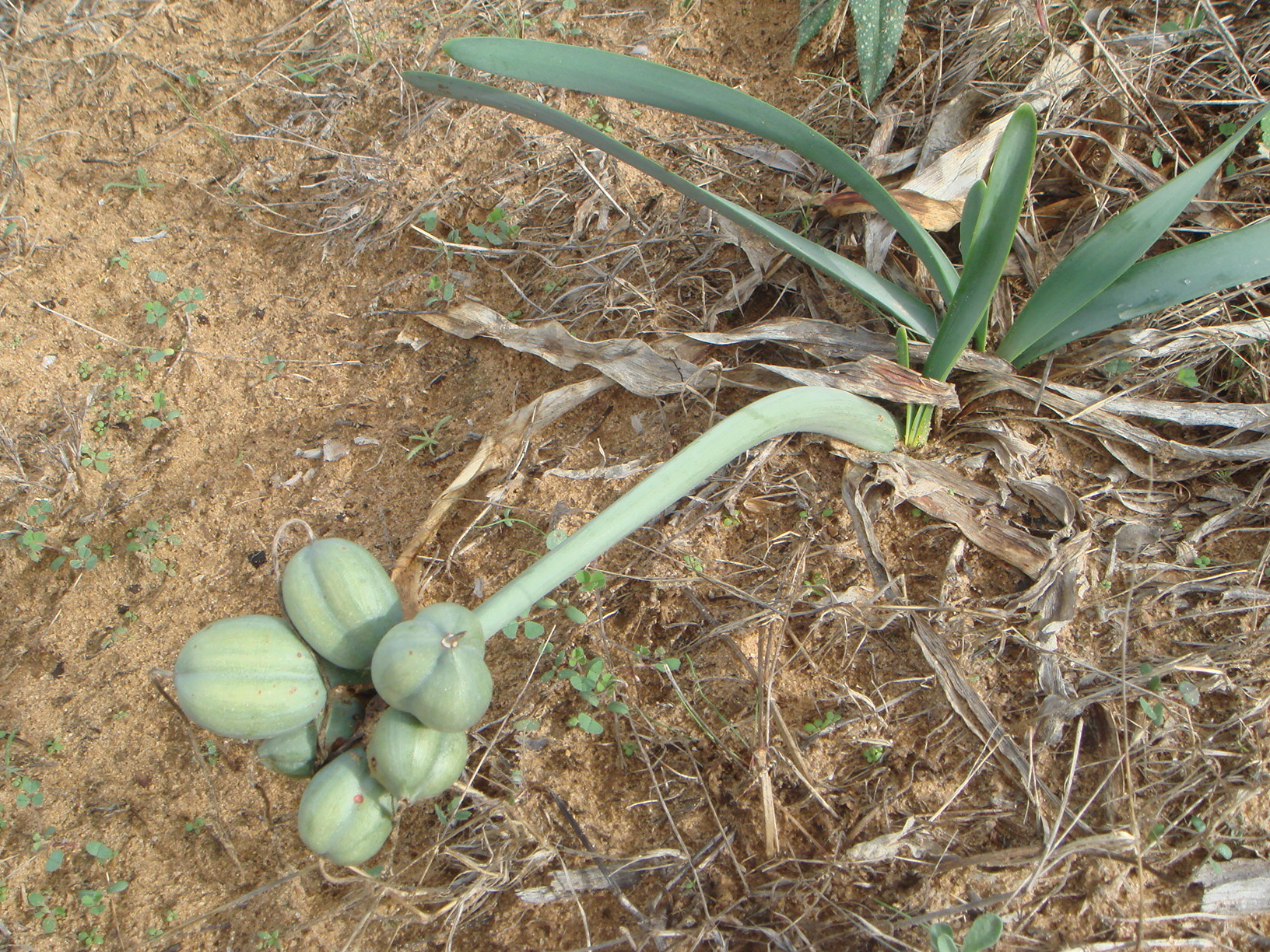
Fruchtende Pflanze mit Laubblättern und unreifen Kapselfrüchten

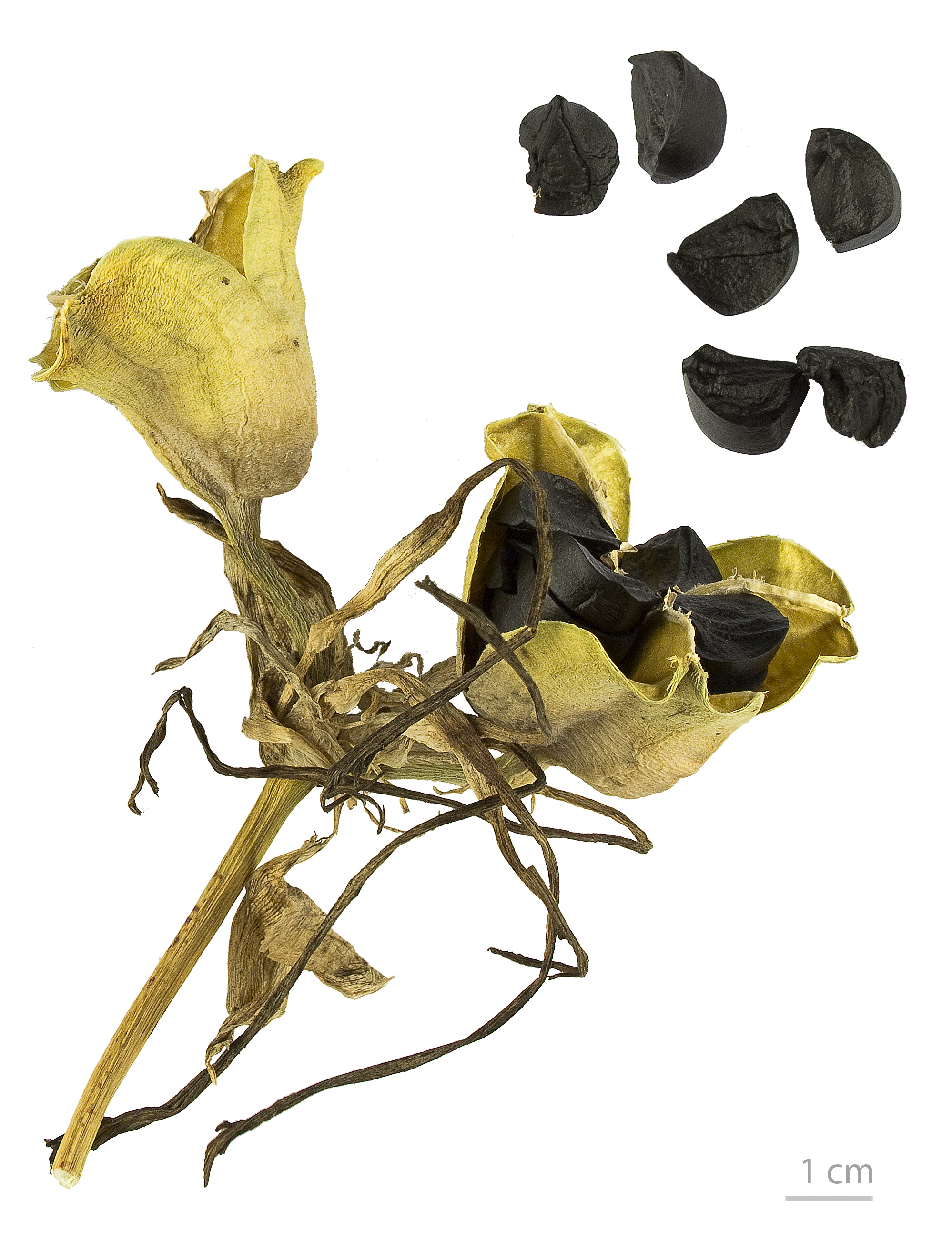
Offene, reife Kapselfrucht und schwarze Samen

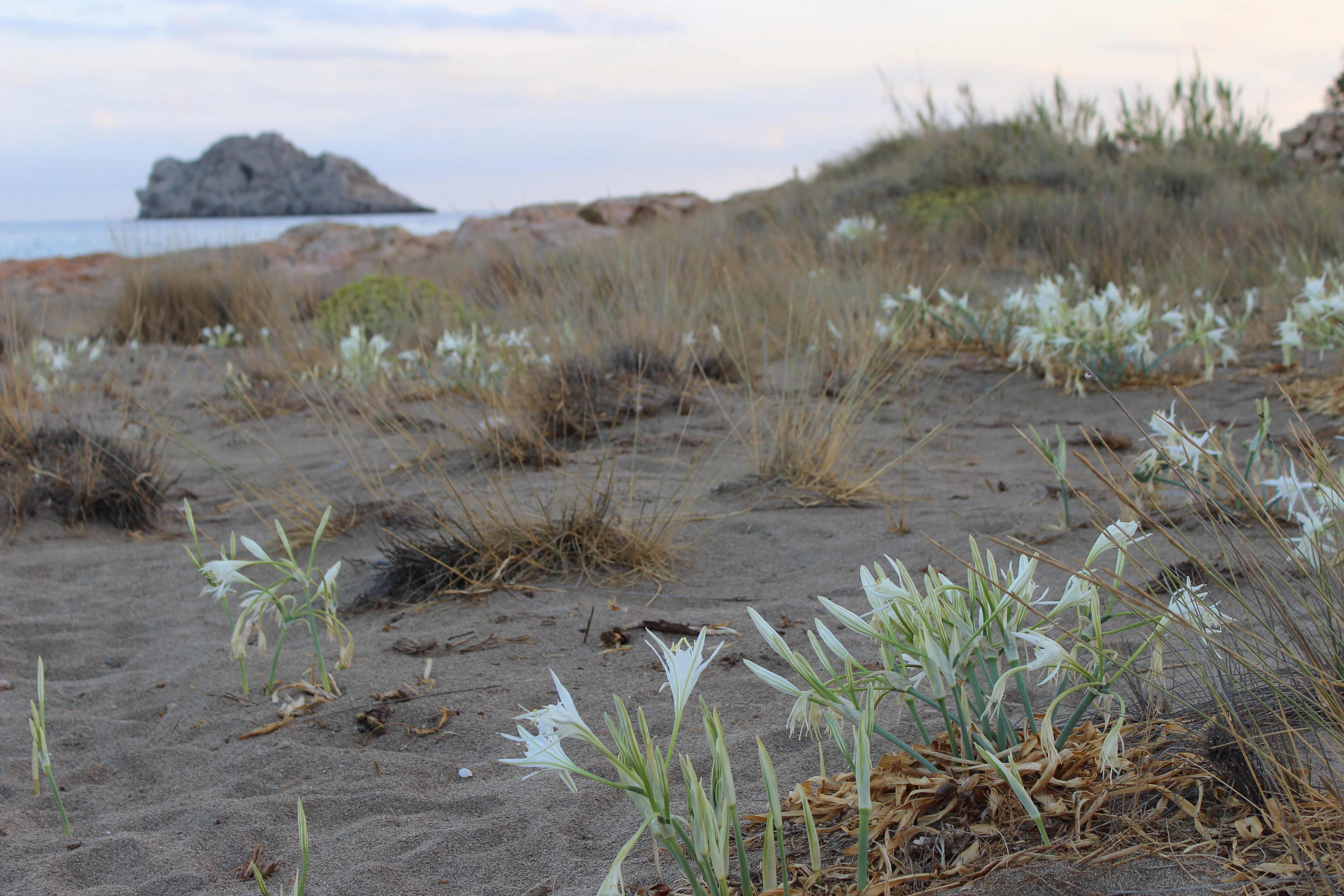
An der Südostküste Kretas – gesellig wachsend in unmittelbarer Meeresnähe

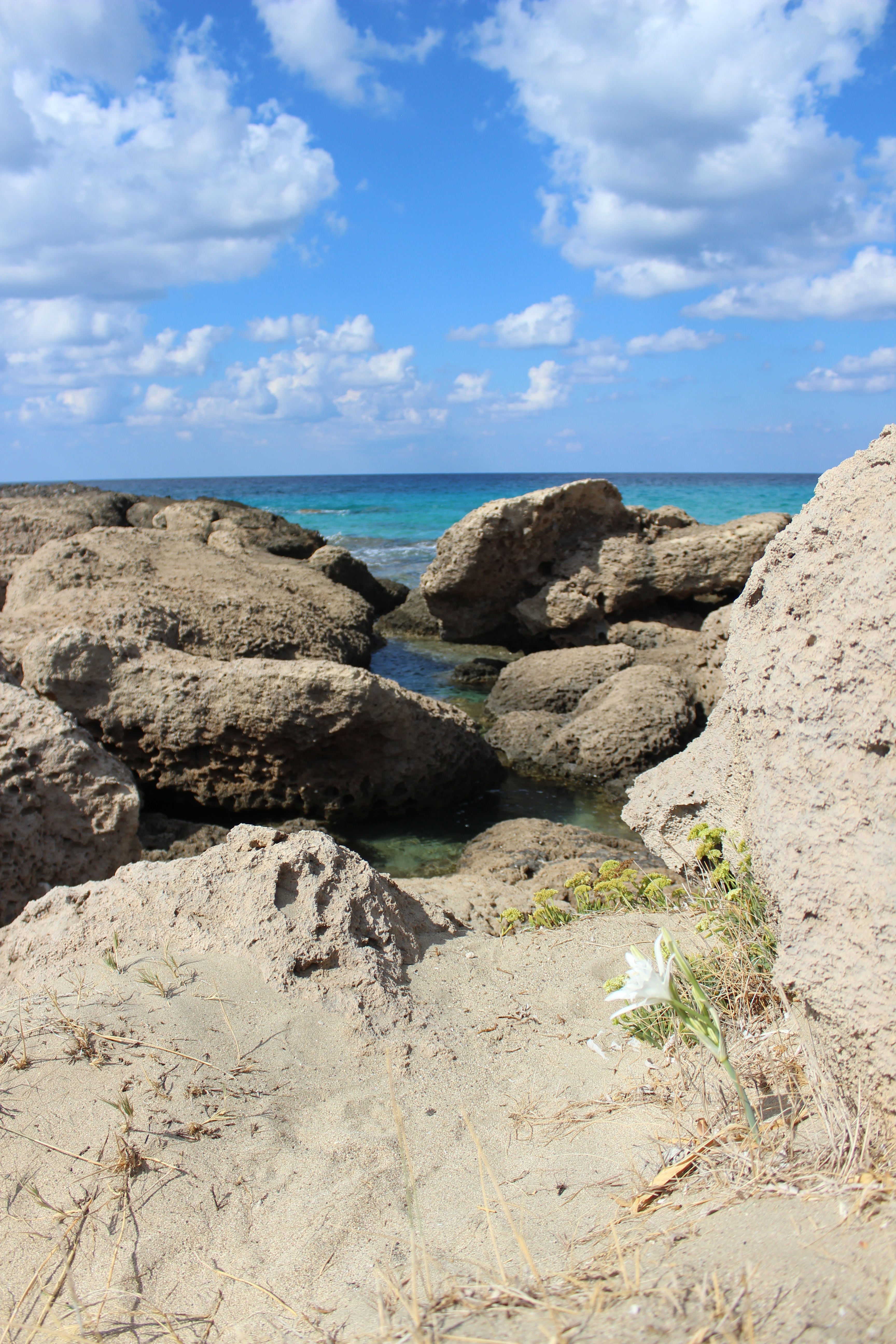
Geringste Sandansammlungen auf felsigen Gründen, auch in der Überflutungszone gelegen, reichen als Wurzelgrund für die Ansiedelung der Dünen-Trichternarzisse aus.

Die Dünen-Trichternarzisse (Pancratium maritimum), auch Strandlilie genannt, ist eine Pflanzenart aus der Familie der Amaryllisgewächse (Amaryllidaceae). Sie ist an den Küsten des Mittelmeeres weit verbreitet.

## Beschreibung

### Vegetative Merkmale
Die Dünen-Trichternarzisse wächst als ausdauernde, krautige Pflanze und erreicht Wuchshöhen von etwa 60 bis 75 cm. Als Geophyt bildet sie eine tief sitzende Zwiebel, die einen Durchmesser von etwa 5 bis 7 cm aufweist. Die fünf bis sechs grundständigen, in Form einer flachen Spirale angeordneten Laubblätter erscheinen nach der Blüte. Die einfachen, grau-grün gefärbten, derben Laubblätter sind riemenförmig mit einer Länge von bis zu 75 cm und einer Breite zwischen 1 und 2 cm.

### Generative Merkmale
Die Blütezeit reicht von Juli bis September. Am bis zu 75 Zentimeter langen Blütenstandsschaft sitzt über zwei rotbraunen, papierartigen, etwa 5 bis 7 Zentimeter langen Hochblättern der endständige scheindoldige Blütenstand, der drei bis fünfzehn Blüten enthält.
Die auffallend großen und wohlriechenden Blüten blühen nur vom Nachmittag bis in den darauffolgenden Morgen. Die zwittrigen Blüten sind dreizählig. Die sechs gleichgestaltigen, weißen Blütenhüllblätter sind zu einer 6 bis 8 Zentimeter langen und sehr schlanken, trichterförmigen Kronröhre verwachsen. Die freien Abschnitte der Blütenhüllblätter sind bei einer Länge von 3 bis 5 Zentimeter lineal-lanzettlich. Die zwölfzähnige, trichterförmige, weiße Nebenkrone ist etwa 2/3 so lang wie die Krone und ist mit dem unteren Teil der Staubblätter verbunden. Die sechs in zwei alternierenden Kreisen angeordneten Staubblätter überragen die Nebenkrone. Drei Fruchtblätter sind zu einem unterständigen, dreikammerigen Fruchtknoten verwachsen.
Die schwach dreikantige, eiförmige, 2,3 bis 3 Zentimeter lange, lokulizide, dreifächerige Kapselfrucht enthält 10 bis 40 Samen. Die pechschwarzen Samen sind 11 bis 13 Millimeter groß. Eine Beteiligung von Ameisen an der Ausbreitung der Samen wird vermutet. Die Samen sind lange schwimmfähig, wodurch auch eine Ausbreitung mit Hilfe des Meerwassers erfolgen kann.

### Chromosomenzahl
Die Chromosomenzahl beträgt 2n = 22.

## Vorkommen
Die Dünen-Trichternarzisse ist an den Küsten des Mittelmeeres weit verbreitet, kommt aber auch an den südlichen Küsten des Schwarzen Meeres vor und erreicht dort im Westen Bulgarien, im Osten Transkaukasien. An der Atlantikküste liegen die nördlichsten Vorkommen in der südlichen Bretagne, die südlichsten bei Essaouira in Marokko. Das Vorkommen auf der Kanaren-Insel Fuerteventura beruht möglicherweise, die Vorkommen auf der Azoren-Insel Faial und auf den Bermuda-Inseln sicher auf Einschleppung.
Die Dünen-Trichternarzisse besiedelt Weißdünen und ähnliche Standorte an Sandstränden. Im pflanzensoziologischen System gilt sie als Charakterart der Klasse Ammophiletea arenariae.

## Rezeption
Die Blüten der Dünen-Trichternarzisse bilden ein häufiges Motiv in den Wandmalereien der ausgegrabenen Häuser auf der Vulkaninsel Santorin und wurden wohl neben der Lilienblüte standardmäßig für Fresken und Einlegearbeiten verwendet.
Die Dünen-Trichternarzisse zählt zu den Pflanzen, die in der Bibel mit "Blumen" bezeichnet werden.
Im Hohen Lied Salomos (Hld 2,1 ) und im Buche Jesaja (Jes 35,1-2 ) wird die fruchtbare Scharonebene und die Rose von S(ch)aron gepriesen. Die auch in den Dünen dieser Ebene zu findende Dünen-Trichternarzisse (hebräisch חבצלת החוף) wird wegen des hebräischen Namens der Rose von Scharon (חבצלת השרון) heute oft mit dieser identifiziert. Viele nachbiblische Poeten erwähnten diese Sarons-Blume ebenfalls. Als Beispiel sei ein Gedicht genannt, das Johann Heinrich Reitz 1726 seiner Biographie Georg Balthasars in der Historie der Wiedergebohrnen folgen ließ, hier sei nur die zweite Strophe zitiert, die auf die Sarons-Blume Bezug nimmt:
Mögtst du nur so seyn demüthig

Wie die nidre Sarons=Blum /

Und demnach stehn ehrerbietig

Und vor GOtt gebücket=krumm:

So soltst du gar bald die Gaben

Seines Geistes in dir haben.
Das Gedicht wurde durch seine Aufnahme als Volksliedtext in Achim von Arnims 1805 erschienenen ersten Band der Liedersammlung Des Knaben Wunderhorn unter dem Titel Werd ein Kind bekannt.
Die Heiligenlegende der Restituta von Afrika behauptet, Dünen-Trichternarzissen seien erblüht, als ihr Leichnam auf Ischia anlandete.